# Supermarché asiatique
 (février 2010).
Si vous disposez d'ouvrages ou d'articles de référence ou si vous connaissez des sites web de qualité traitant du thème abordé ici, merci de compléter l'article en donnant les références utiles à sa vérifiabilité et en les liant à la section « Notes et références ».

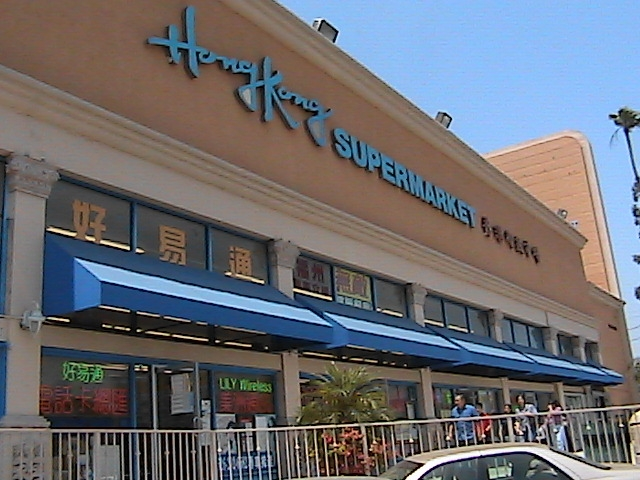
Un supermarché asiatique en Californie

Un supermarché asiatique, parfois appelé supermarché oriental, est un supermarché vendant dans les pays occidentaux des articles importés essentiellement d'Asie.  

## Produits proposés
Ils vendent des articles et des ingrédients généralement bien adaptés pour des cuisines asiatiques et que l'on ne trouve pas dans la plupart des commerces traditionnels. On y trouve, par exemple, de la nourriture indienne, de grands sacs de riz thaï parfumé au jasmin, du lait de soja de Hong Kong, du thé au chrysanthème de Chine, des algues japonaises, des pousses de bambou, diverses sauces à piment, aussi bien que des produits préparés asiatiques - par exemple, des biscuits de crevettes roses ou des biscuits de riz - ainsi que d'autres produits alimentaires importés. Le rayon « fruits et légumes » comporte des légumes asiatiques tels que le bok choy, les pousses de haricots, le gingembre, les oignons verts, les durians. D'autres marchandises comme les autocuiseurs riz et les woks sont également vendus sur ces marchés. Il peut exister un rayon poissonnerie avec des variétés de poissons exotiques, ainsi que des ormeaux, dans des aquariums. On peut y trouver également des concombres de mer (holothurie), des œufs de canard noir, du ginseng. Ces marchés peuvent également vendre des marques asiatiques des boissons alcoolisées ou non.

## La clientèle
La clientèle est essentiellement composée d'expatriés, même si de nombreux autochtones, attirés par un relatif exotisme et des prix généralement faibles, y font leurs courses. Beaucoup de ces supermarchés asiatiques se trouvent dans des quartiers chinois (Chinatowns).  Il existe également de nombreuses supérettes asiatiques, intermédiaires entre les supermarchés et les épiceries. Ces dernières ont habituellement des étalages de produit sur les trottoirs, ce qui donne une image spécifique de beaucoup de quartiers chinois.
Ces supermarchés asiatiques forment des chaînes de magasins. Outre la clientèle locale, ils fournissent les restaurateurs chinois et vietnamiens, ainsi que des épiceries plus distantes : c'est le cas, par exemple, des magasins Tang Frères en région parisienne et en province.

## Les entreprises
Plusieurs de ces supermarchés asiatiques sont devenus des entreprises florissantes, telles que Tang Frères en France, Wing Yip au Royaume-Uni, et 99 Ranch Market aux États-Unis. Tang Frères (dont les propriétaires sont des Chinois laotiens) ouvre maintenant des magasins à travers l'Europe et au Laos. Autre exemple, le marché du « 99 Ranch Market » (dont le propriétaire est un Américain d'origine taïwanaise) s'implante au Canada (comme coentreprise avec d'autres investisseurs, sous le nom du « T & T Supermarket »), en Indonésie et bientôt à Taïwan. Prolongement des supermarchés asiatiques, l'on trouve maintenant sur le web des produits asiatiques sur des sites comme cuisine-thai.fr ou directasia. Ces produits asiatiques sont livrés par la poste ce qui permet à tout un chacun, quel que soit son lieu de résidence, de pouvoir cuisiner des recettes asiatiques.

## Chaînes de supermarchés asiatiques

### Européen
- Nancy Asia Store - Nancy, France
- Paristore - Paris, France
- Tang Frères - France
- Wing Yip - Grande-Bretagne
- Les nouvelles halles - Paris, 19e
- Asiapoint Asia Shop - Allemagne
- Asia Shop Online - Allemagne

### Nord-Américain
- 99 Ranch Market - chinois
- Hong Kong Supermarket -  chinois
- T & T Supermarket - chinois
- Uwajimaya - japonais
- Yaohan - japonais